# Dorotheum
Dorotheum – dom aukcyjny założony w 1707 roku w Wiedniu przez cesarza Józefa I; największy w Europie Środkowej i jeden z najstarszych i największych na świecie.

## Historia

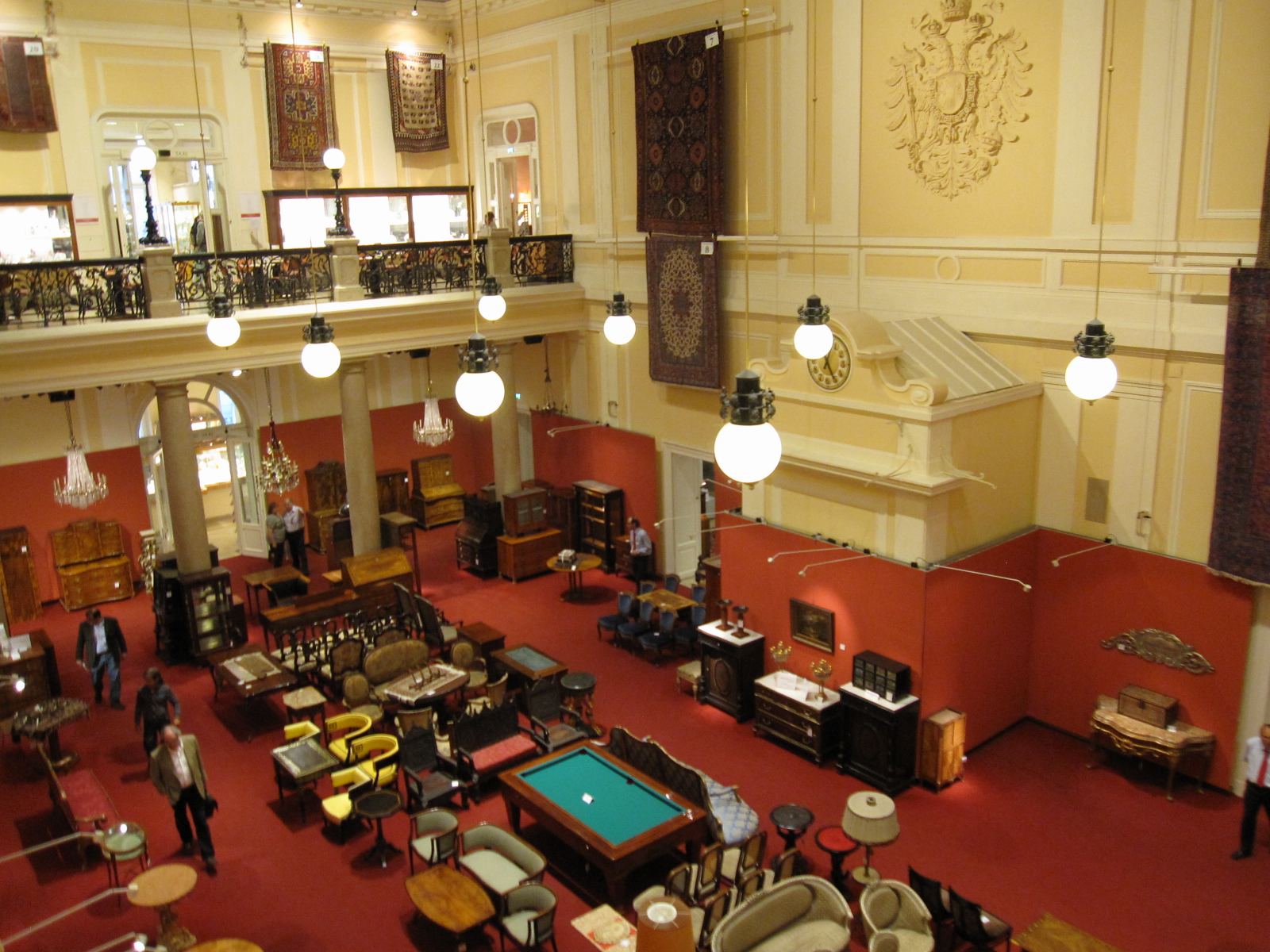
Wnętrze Dorotheum (2011)

Instytucja została założona w 1707 roku z inicjatywy cesarza Józefa I. Początkowo funkcjonowała jako Versatz- und Fragamtes zu Wien i pełniła funkcje lombardu. 80 lat później – wraz z przeniesieniem do budynku dawnego klasztoru Dorotheerkloster – otrzymała funkcjonującą do dziś nazwę Dorotheum.
Pod koniec XIX wieku rozpoczęto budowę nowego, neobarokowego budynku zwanego Palais Dorotheum, którego plany sporządził słynny architekt wiedeński, Emil Ritter von Förster. Uroczystego otwarcia nowej siedziby domu aukcyjnego dokonał w 1901 roku cesarz Franciszek Józef.
Jesienią 2001 roku Dorotheum zostało sprywatyzowane. 26 listopada 2018 roku doszło do pierwszej w historii kradzieży dzieła sztuki z Dorotheum – pejzaż impresjonistyczny Golfe, Mer, Falaises Vertes z 1895 roku autorstwa Renoira o szacowanej wartości 160 tys. euro skradziony został przez trzech nieznanych sprawców na dwa dni przed planowaną licytacją.

## Działalność

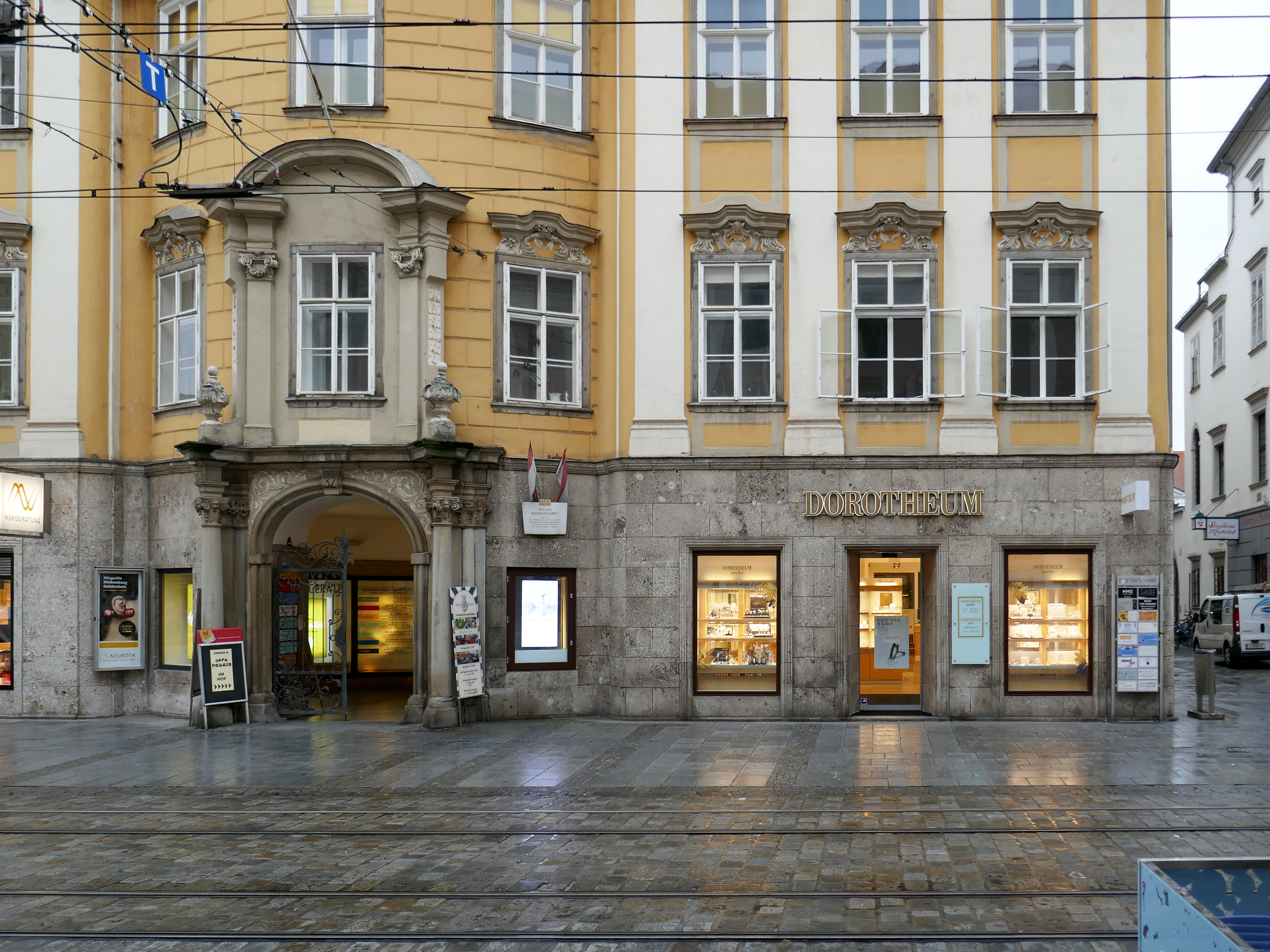
Dorotheum w Linzu (2019)

Dorotheum corocznie organizuje nawet 700 aukcji, w tym ok. 100 aukcji katalogowych. Dzieła sztuki, antyki i przedmioty kolekcjonerskie wystawiane są na aukcjach w 40 różnych dziedzinach. Cztery organizowane w roku główne tygodnie aukcyjne tradycyjnie skupiają się na sztuce współczesnej, sztuce nowoczesnej, obrazach XIX-wiecznych i obrazach starych mistrzów. Oprócz tego nabyć można także m.in. porcelanę, fotografie, historyczne instrumenty naukowe, znaczki czy monety. Poza działalnością aukcyjną Dorotheum prowadzi również sieć salonów jubilerskich oraz lombardów.
Według stanu z końca 2023 roku firma zatrudnia ponad 700 pracowników, z czego 200 pracuje w filiach zagranicznych. Biura przedstawicielskie Dorotheum działają w Pradze (od 1992 roku), Brukseli (od 1996 roku), Monachium i Düsseldorfie (od 2003 roku), Mediolanie (od 2005 roku), Rzymie (od 2009 roku), Londynie (od 2014 roku) oraz Hamburgu (od 2022 roku), zaś filie na terenie Austrii funkcjonują w Wiedniu, Vösendorfie, Wiener Neustadt, St. Pölten, Linzu, Traun, Salzburgu, Innsbrucku, Grazu i Klagenfurcie.

### Aukcje
W historii Dorotheum sprzedanymi za najwyższe ceny dziełami sztuki były m.in.:
- Frans Francken II, De keuze tussen deugd en ondeugd – 7 022 300 EUR,
- Tiziano Vecellio, Magdalena – 4 818 000 EUR,
- Frans Verbeeck(inne języki), Hekeling van de dwaasheden van de mens – 3 035 000 EUR,
- Egon Schiele, Liegende Frau, 1917 – 2 345 000 EUR,
- Chaim Soutine, La Femme en rouge au fond bleu – 1 811 555 EUR,

- Maria Lassnig, Wilde Tiere sind gefährdet (Wild Animals Are Endangered) – 1 367 800 EUR,
- Piero Manzoni, Achrome, 1958/59 – 1 112 000 EUR.

W październiku 2015 roku na sprzedaż wystawiony został uznawany za zaginiony Portret profesora doktora Karola Gilewskiego wykonany przez Jana Matejkę w 1872 roku. Odnalezione przez prof. Stanisława Waltosia dzieło nabył prywatny kolekcjoner, który oddał go w depozyt do Muzeum Narodowego w Krakowie. Po wykonaniu niezbędnych prac konserwatorskich obraz prezentowany jest w Domu Jana Matejki.

## Galeria

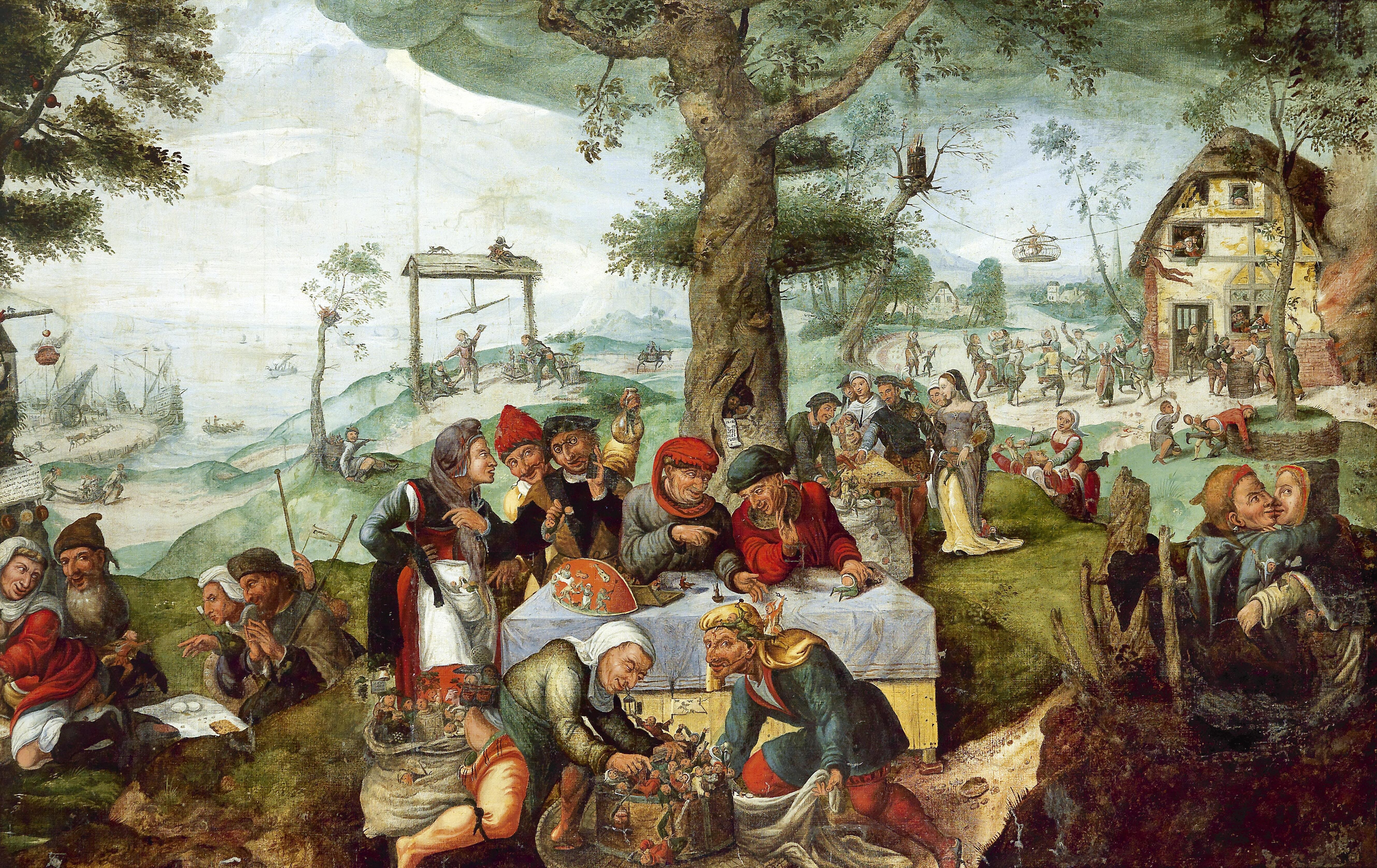
Frans Verbeeck, Hekeling van de dwaasheden van de mens (1550–1570)
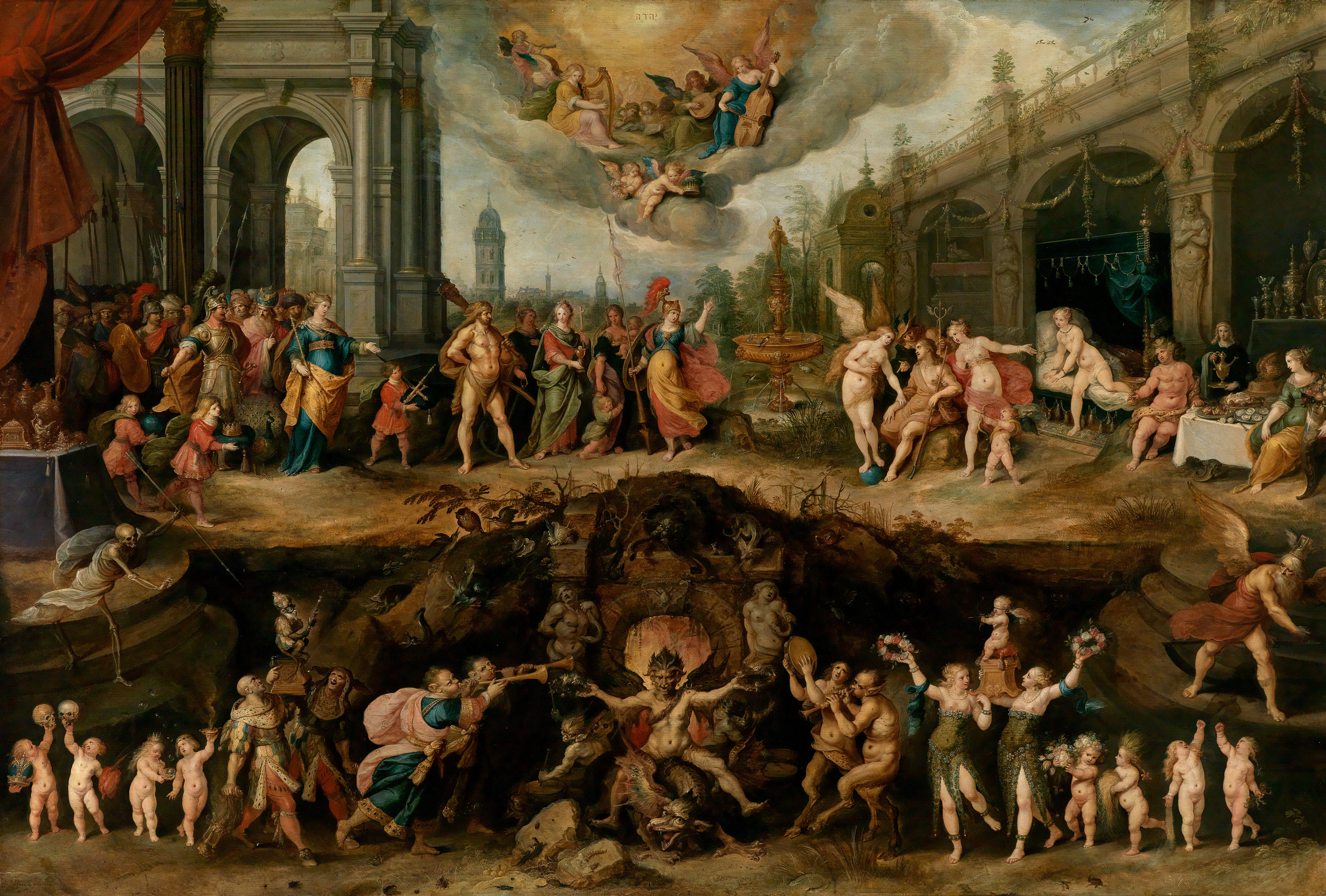
Frans Francken II, De keuze tussen deugd en ondeugd (1633)
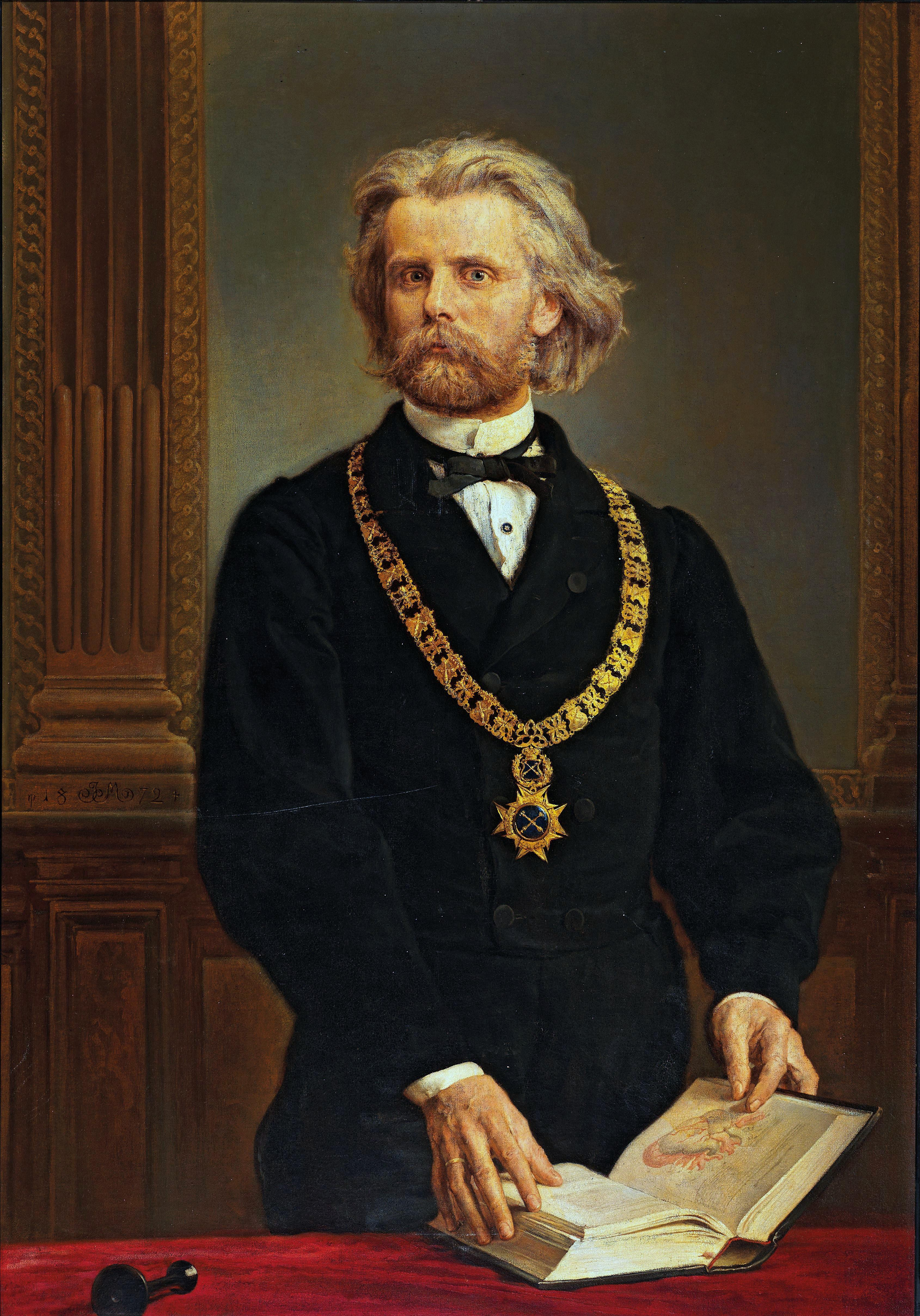
Jan Matejko, Portret profesora doktora Karola Gilewskiego (1872)